# Calle 63 (estación)
La estación sencilla Calle 63 hizo parte del sistema de transporte masivo de Bogotá llamado TransMilenio, el cual fue inaugurado en el año 2000. Estuvo en funcionamiento hasta el 31 de agosto de 2024, fecha en la que fue cerrada para llevar a cabo su demolición completa para iniciar las labores de construcción de una nueva estación, la cual estará integrada con la estación quince de la primera línea del metro de Bogotá.

## Ubicación
La estación estará ubicada en el nororiente de la ciudad, específicamente en la Avenida Caracas entre la calle 60 y la Avenida José Celestino Mutis.
Atenderá la demanda de los barrios Chapinero Central, Chapinero Occidental y sus alrededores.
En las cercanías están La Fundación Universitaria Los Libertadores, La Fundación Universitaria Colombo Germana, la Fundación Universitaria Konrad Lorenz, La Fundación Universitaria CIDCA, La Fundación de Educación Superior San José, La estación de buses de la Universidad Politécnico Grancolombiano, La sede del SENA de Chapinero, La Universidad de La Salle, La Fundación Clínica David Restrepo, el almacén SAO de la calle 63 y el Parque y Basílica de Nuestra Señora de Lourdes.

## Origen del nombre
La estación recibe su nombre de la vía ubicada por la salida norte: la Calle 63; también llamada Avenida José Celestino Mutis.

## Historia
Debido a las demoras en su construcción, la estación fue inaugurada el 14 de febrero del 2001. Siendo esta la única que estaba pendiente en el recorrido de la Troncal Caracas.
En el plan de la entidad para evitar colados, desde diciembre de 2022 la estación cuenta con puertas anti-colados. Siendo junto a Calle 57 y Calle 34 - Fondo Nacional de Garantías, las únicas estaciones en tener puertas de este tipo.

### Cierre temporal
En agosto de 2024 se anunció que la estación Calle 63 sería cerrada en su totalidad para ser demolida y así continuar con las obras correspondientes a la cimentación y construcción del viaducto de la línea 1 del Metro de Bogotá sobre el mismo corredor. El 31 de agosto de 2024, se hizo efectivo el cierre total de la estación. El desarrollo del proyecto del metro contempla la construcción de una plataforma de abordaje en el mismo sitio donde se ubica la estación de TransMilenio, la cual se caracterizará por contar con acceso a través de dos edificios laterales ubicados en cada uno de los costados de la Avenida Caracas: uno en el costado occidental y el principal en el costado oriental. Además, se construirá un sistema de conexión que permitirá la transición entre la estación reconstruida de TransMilenio y la nueva estación del metro.

## Servicios de la estación

### Servicios troncales
| Tipo                                | Rutas al Norte  | Rutas al Sur    |
| ----------------------------------- | --------------- | --------------- |
| Ruta fácil                          | 6 8             | 6 8             |
| Expresos todos los días todo el día | A60 B75         | F60 H75         |
| Expresos lunes a sábado todo el día | B13 B18 C19 D20 | F19 H13 H20 L18 |

### Esquema
| Edificio acceso oriente | Edificio acceso oriente | Edificio acceso oriente | Edificio acceso oriente   | Edificio acceso oriente | Edificio acceso oriente | Edificio acceso oriente |
| ----------------------- | ----------------------- | ----------------------- | ------------------------- | ----------------------- | ----------------------- | ----------------------- |
| ← Norte                 | ← Norte                 | ← Norte                 | Puente                    | ← Norte                 | ← Norte                 | ← Norte                 |
| Av. Calle 63            | sin servicios           |                         | Puente                    |                         | sin servicios           | Calle 60                |
| En construcción         | Vagón 2                 |                         | Puente                    |                         | Vagón 1                 | En construcción         |
| Av. Calle 63            | sin servicios           |                         | Puente                    |                         | sin servicios           | Calle 60                |
| Sur →                   | Sur →                   | Sur →                   | Puente                    | Sur →                   | Sur →                   | Sur →                   |
|                         |                         |                         | Edificio acceso occidente |                         |                         |                         |

### Servicios urbanos
Así mismo funcionan las siguientes rutas urbanas del SITP en los costados externos a la estación, circulando por los carriles de tráfico mixto sobre la Avenida Caracas, con posibilidad de trasbordo usando la tarjeta TuLlave:
| Código | Sector                   | Dirección                  | Rutas                            |
| ------ | ------------------------ | -------------------------- | -------------------------------- |
| 054A00 | A Estación Calle 63      | Av. Calle 63 - Av. Caracas | 14 59B 142 193B 621 C15 C105A410 |
| 685A00 | A Av. Calle 63           | Av. Caracas - CL 63        | Sin rutas                        |
| 686A00 | A Estación Calle 63      | Av. Caracas - CL 60        | Sin rutas                        |
| 701A00 | A Estación Calle 63      | Av. Caracas - CL 63        | A001                             |
| 702A00 | A Barrio Chapinero Norte | Av. Caracas - CL 63        | Sin rutas                        |

## Ubicación geográfica
| Noroeste: Teusaquillo   | Norte: A Flores - Areandina | Nordeste: Chapinero |
| Oeste: E Movistar Arena |                             | Este: Chapinero     |
| Suroeste: Teusaquillo   | Sur: A Calle 57             | Sureste: Chapinero  |